# ماري ماكلولين
ماري ماكلولين (بالإنجليزية: Marie McLaughlin)‏ هي موسيقية ومغنية ومغنية أوبرا بريطانية، ولدت في 2 نوفمبر 1954 في هميلتون في المملكة المتحدة.

## وصلات خارجية
- ماري ماكلولين على موقع IMDb (الإنجليزية)
- ماري ماكلولين على موقع ميوزك برينز (الإنجليزية)
- ماري ماكلولين على موقع أول ميوزيك (الإنجليزية)
- ماري ماكلولين على موقع ديسكوغز (الإنجليزية)
- ماري ماكلولين على موقع قاعدة بيانات الفيلم (الإنجليزية)